# Drnovice (district de Blansko)
Pour les articles homonymes, voir Drnovice.
Drnovice (en allemand : Drnowitz) est une commune du district de Blansko, dans la région de Moravie-du-Sud, en République tchèque. Sa population s'élevait à 1 306 habitants en 2020.

## Géographie
Drnovice se trouve à 5 km au sud-est de Kunštát, à 14 km au nord-ouest de Blansko, à 31 km au nord-nord-est de Brno et à 166 km à l'est-sud-est de Prague.
La commune est limitée par Kunštát et Zbraslavec au nord, par Voděrady au nord et à l'est, par Lysice au sud, et par Lhota u Lysic et Kunice à l'ouest.

## Histoire
La première mention écrite de la localité date de 1249.